# Dion
Dion (ógörögül: Δίον, görögül: Δίο, latinul: Dium) település Pieria tartományban, Görögország Közép-Makedónia nevű tartományában fekszik, Zeusz lakhelyénél, az Olympus hegy lábánál. A 2011-es önkormányzati reform óta a Dio-Olympos önkormányzat része. Dion fontos régészeti lelőhely és jelentős a Régészeti Múzeuma is. Mintegy 15 km-re délnyugatra fekszik Katerinitől, 425 km-re a fővárostól, Athéntől és 65 km-re Északra Larissától.

## Történelme
A település Zeusz (Dios) szentélye után kapta elnevezését. Zeusz az istenek és a mindenség királya a görög mitológiában, aki az Olümposzon lakik. Dion vallási központ volt, az ókori macedónok szent helye, akik egy hatalmas oltárt emeltek itt a főisten és lányai tiszteletére, ebben az egyedülállóan szép környezetben. Gazdag vegetáció veszi körül, magas fák, számtalan forrás és hajózható folyó.
Időszámításunk előtt az V. században az olimpiai játékokhoz hasonló atlétikai versenyeknek (Dioni Olimpiai Játékok) és színházi találkozóknak adott teret. Diodorus Siculus szerint I. Arkhelaosz makedón király által vált igazán jelentőssé a település ekkor, ahogy Zeusz és a múzsák tiszteletére 9 napos atlétikai és dráma fesztivált hirdetett. Később ezek lebonyolításában, szervezésében a macedón királyok is részt vettek, akik a Zeusz szentélyt is vallási kegyhelyként használták, a macedón polgárokkal együtt. Többek között Nagy Sándor is itt mutatott be áldozatot, miután legyőzte a perzsákat.
A szent helyek mellett várost emeltek, mely Nagy Sándor idején élte virágkorát, majd újra virágzott az időszámításunk szerinti II. és III. századi római birodalmi megszállás idején, mivel ezek az uralkodók Nagy Sándor tisztelői voltak. Dion utolsó fénykorát a IV. - V. században élte, amikor is egy jelentős földrengés földig rombolta.
Dion neve először Thuküdidész görög történetíró tollából került feljegyzésre, aki a peloponnészoszi háborúról szóló fő művében Diont akként említi, mint hogy Braszidasz spártai hadvezér ezt a várost érte el először, miután Macedóniából Thesszáliába érve hadat viselt a trákiai kolóniákkal szemben, időszámításunk előtt 424-ben.
A mai modern falut Malathriának nevezték 1961-ig amikor is átnevezésre került Dionra.

## Régészet
Az ősi Diont az angol utazó, William Martin Leake fedezte fel 1806. december 2-án, Malathria települése mellett. "Észak-Görögországi Utazások" (Travels in Northern Greece)című művének 1835-ös, 3. kiadásában publikálta felfedezését. Léon Heuzey az 1855-ös macedón régészeti misszióján felkereste a helyet, majd újra ide látogatott 1861-ben. G. Oikonomos szintén említést tett róla, azonban 1928-ig nem indult meg a terület szisztematikus régészeti feltárása. 1931-ig a G. Sotiriadis vezette csapat egy időszámításunk előtti 4. századi sírt és egy ókeresztény bazilikát tárt fel. 1960-ig állt a feltárás, majd G. Bakalakis vezetésével a színház és a városfal is napvilágra került. 1973 óta D. Pandermalis (a Aristotle University of Thessaloniki professzora)vezette az ásatásokat, de még a mai napig sem fejeződött be a feltárás.
Dionban egy nagy, Zeusz tiszteletére emelt templom állt, csak úgy, mint számos Démétérnek szentelt templom és még az egyiptomi Ízisz szentélye is megtalálható volt itt. 2006-ban Héra szobrát találták meg, a városfalba építve. A 2200 éves szobrot Dion ókeresztény polgárai védőszentként építhették a falba.
A település régészeti múzeumát (Archaeological Museum of Dion (görögül: Αρχαιολογικό Μουσείο Δίου)) 1983-ban nyitották meg, hogy bemutathassák a környéken feltárt ókori emlékeket. A múzeumban a római kori és ókeresztény kincsek is megtekinthetőek, úgy mint szobrok, síremlékek, érmék, és számtalan egyéb tárgy a nekropoliszból, a szentélyekből és fürdőkből. Látható itt egy vízi orgona, amelyet a legrégebbinek tartanak a világon és itt áll többek között Ízisz, Dionüszosz és Aphrodité szobra is. Ugyanígy ókori használati tárgyak, vázák, korsók, szerszámok tekinthetőek meg. A Dionüszosz házának nevezett épületmaradványban nagyon jó állapotban maradt meg a mozaikpadló, ami szintén bemutatásra kerül a múzeumban.

## Népessége
| Év   | A település népessége | A tartomány népessége |
| ---- | --------------------- | --------------------- |
| 1981 | 1,236                 | -                     |
| 1991 | 1,149                 | 9,876                 |
| 2001 | 1,314                 | 10,885                |
| 2011 | 1,424                 | 10,066                |

## Fordítás
- Ez a szócikk részben vagy egészben  a   Dion,_Pieria című angol Wikipédia-szócikk fordításán alapul.  Az eredeti cikk szerkesztőit annak laptörténete sorolja fel. Ez a jelzés csupán a megfogalmazás eredetét és a szerzői jogokat jelzi, nem szolgál a cikkben szereplő információk forrásmegjelöléseként.
- Ez a szócikk részben vagy egészben  az   Archaeological_Museum_of_Dion című angol Wikipédia-szócikk fordításán alapul.  Az eredeti cikk szerkesztőit annak laptörténete sorolja fel. Ez a jelzés csupán a megfogalmazás eredetét és a szerzői jogokat jelzi, nem szolgál a cikkben szereplő információk forrásmegjelöléseként.